# فاناوالجا (مقاطعة جغوا)
فاناوالجا (بالإنجليزية: Vanavälja, Jõgeva County)‏ هي قرية تقع في إستونيا في Palamuse Parish.[بحاجة لمصدر]